# ATA Brasil
ATA Brasil (Atlântico Transporte Aéreo) era una compagnia aerea low cost con sede a Recife, in Brasile. Gestiva servizi nazionali passeggeri e merci. La sua base principale era l'Aeroporto Internazionale Guararapes di Recife.

## Storia
La compagnia aerea era stata fondata nel 2001 come compagnia di aerotaxi a Recife. Dopo essere stata acquistata dai suoi proprietari originali, la sede principale venne trasferita a Fortaleza nel 2004, convertendo il suo certificato di operatore aereo in operatore commerciale e cominciando le operazioni il 26 maggio 2004. La compagnia ha cessato le sue operazioni all'inizio del 2006.

## Flotta
La flotta dell'ATA Brasil era composta dai seguenti aeromobili (a marzo 2007):
- 1 Boeing 727-200F
- 1 Boeing 737-200C